# Павия (провинция)
Павия (итал. Provincia di Pavia, ломб. Pruvincia de Pavia) — провинция в Италии, в регионе Ломбардия. Население провинции — 540 383 человек (2024), площадь — 2 965 км², состоит из 190 коммун. Столица — город Павия. 

## География
Граничит на севере с провинциями Милан и Лоди, на юго-востоке — с регионом Эмилия-Романья, на юго-западе — с регионом Пьемонт. Через провинцию протекают реки Тичино и По, которые сливаются в 4 км от столицы провинции Павии. Река По судоходна до устья Тичино. В провинции насчитывается 190 коммун.
Исторически и географически Павия подразделяется на три региона:
- Ломеллина на северо-западе
- Ольтрепо Павезе на юге
- Павезе на северо-востоке

## Население

### Языки
Благодаря историческому разделению провинции в провинции говорят на четырёх диалектах.
- Западно-ломбардский диалект в Павезе и на востоке Ломеллины
- Западно-ломбардский диалект, смешанный к пьемонтским языком на западе Ломеллины
- Эмилианский диалект (вариант Ольтрепаданского диалекта), смешанного с западно-ломбардским диалектом в Ольтрепо павезе
- Лигурский язык в коммунах Бралло-ди-Прегола и Санта-Маргерита-ди-Стаффора в Лигурийских Апеннинах.

## Административное деление
Всего в провинции насчитывается 190 коммун.

### Самые населенные коммуны
Ниже представлен перечень коммун провинции с наибольшим числом жителей по состоянию на 2010 год:
| Ном. | Коммуна        | Население | Площадь (км²) | Плотность (чел/км²) | Высота (м.н.р.м.) |
| ---- | -------------- | --------- | ------------- | ------------------- | ----------------- |
| 1    | Павия          | 71,142    | 62            | 1147.5              | 77                |
| 2    | Виджевано      | 63,984    | 82            | 780.3               | 116               |
| 3    | Вогера         | 39,937    | 63.28         | 631.1               | 96                |
| 4    | Мортара        | 15,673    | 52            | 301.4               | 108               |
| 5    | Страделла      | 11,674    | 18.77         | 621.9               | 101               |
| 6    | Гамболо        | 10,312    | 51            | 202.2               | 104               |
| 7    | Гарласко       | 9,888     | 39.03         | 253.3               | 93                |
| 8    | Брони          | 9,528     | 20.87         | 456.5               | 88                |
| 9    | Казорате-Примо | 8,425     | 9             | 936.1               | 103               |
| 10   | Кассольново    | 7,116     | 31.96         | 222.7               | 120               |

### Остальной список коммун

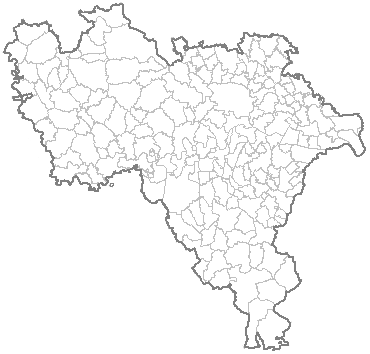
Административная карта провинции Павия с обозначением муниципальных подразделений

| - Аланья - Альбаредо-Арнабольди - Альбонезе - Альбуццано - Арена-По - Бадия-Павезе - Баньярия - Барбьянелло - Баскапе - Бастида-де-Досси - Бастида-Панкарана - Баттуда - Белджойозо - Берегуардо - Бознаско - Боргарелло - Борго-Приоло - Боргоратто-Мормороло - Борго-Сан-Сиро - Борнаско - Бралло-ди-Прегола - Бреме - Брессана-Боттароне - Валеджо - Валле-Ломелина - Валле-Салимбене - Вальверде (провинция Павия) - Валь-ди-Ницца - Варци - Велеццо-Ломеллина - Веллеццо-Беллини - Верретто - Верруа-По - Видигульфо - Вилла-Бискосси - Вилланова-д’Арденги - Виллантерио - Вистарино - Вольпара - Галлиавола - Гамбарана - Годьяско - Гольференцо - Гравеллона-Ломеллина - Гропелло-Кайроли - Дженцоне - Джеренцаго - Джуссаго - Дзаваттарелло - Дзекконе - Дземе - Дзеневредо - Дзербо - Дзерболо - Дзинаско - Дорно - Инверно-э-Монтелеоне | - Кава-Манара - Казанова-Лонати - Казатизма - Казеи-Джерола - Кальвиньяно - Кампоспинозо - Кандия-Ломеллина - Каневино - Каннето-Павезе - Карбонара-аль-Тичино - Кастана - Кастеджо - Кастеллетто-ди-Брандуццо - Кастелло-д’Агонья - Кастельноветто - Киньоло-По - Кодевилла - Конфьенца - Копьяно - Корана - Корвино-Сан-Квирико - Корнале - Кортеолона - Коста-де-Нобили - Коццо - Кура-Карпиньяно - Лангоско - Ландриано - Лардираго - Линароло - Лирио - Ломелло - Лунгавилла - Магерно - Марцано - Марчиньяго - Меде - Менконико - Медзана-Бильи - Медзана-Рабаттоне - Медзанино - Мирадоло-Терме - Монтальто-Павезе - Монтебелло-делла-Батталья - Монтесегале - Монтекальво-Версиджа - Монтескано - Монтичелли-Павезе - Монту-Беккария - Морнико-Лозана - Никорво | - Олевано-ди-Ломеллина - Олива-Джесси - Оттобьяно - Палестро - Панкарана - Парона - Пинароло-По - Пиццале - Понте-Ницца - Портальбера - Пьеве-Альбиньола - Пьеве-дель-Каиро - Пьеве-Порто-Мороне - Пьетра-де-Джорджи - Реа - Редавалле - Реторбидо - Риванаццано - Роббьо - Робекко-Павезе - Ровескала - Розаско - Рокка-де-Джорджи - Рокка-Сузелла - Романьезе - Ронкаро - Роньяно - Руино - Сан-Дамьяно-аль-Колле - Сан-Дженезьо-эд-Юнити - Сан-Джорджо-ди-Ломеллина - Сан-Дзеноне-аль-По - Сан-Мартино-Сиккомарио - Саннадзаро-де-Бургонди - Санта-Кристина-и-Биссоне - Сант-Алессио-кон-Вьялоне - Санта-Маргерита-ди-Стаффора - Санта-Мария-делла-Верза - Сант-Анджело-Ломеллина - Санто-Джулетта - Сан-Чиприано-По - Сартирана-Ломеллина - Семьяна - Сильвано-Пьетра - Сициано - Скальдасоле - Соммо - Спесса - Суарди | - Торрацца-Косте - Торре-Беретти-э-Кастелларо - Торревеккья-Пиа - Торре-д’Арезе - Торре-де-Негри - Торре-д’Изола - Торричелла-Верцате - Травако-Сиккомарио - Тривольцио - Трово - Тромелло - Феррера-Эрбоньоне - Филигера - Фортунаго - Фраскароло - Черанова - Червезина - Черетто-Ломеллина - Черньяго - Чертоза-ди-Павия - Чечима - Чигоньола - Чилавенья |

## Транспорт

### Железнодорожные линии
- Ж/д Алессандрия — Пьяченца

Станции: Вогера, Кастеджо, Санто-Джулетта, Брони, Страделла и Арена-По
- Ж/д Милан — Генуя

Станции: Джуссаго, Павия, Сан-Мартино-Сиккомарио, Брессана-Боттароне, Пиццале, Вогера
- Ж/д Павия — Страделла

Станции: Павия, Сан-Мартино-Сиккомарио, Брессана-Боттароне, Брессана Арджине, Пинароло-По, Барбьянелло, Брони, Страделла
- Ж/д Павия — Кремона

Станции: Павия, Павия Порта Гарибальди, Мотта Сан-Дамиано, Альбуццано, Белджойозо, Кортеолона, Санта-Кристина-и-Биссоне, Мирадоло-Терме, Киньоло-По, Ламбриния
- Ж/д Верчелли — Павия

Станции: Палестро, Роббьо, Никорво, Мортара, Гамболо-Ремондо, Тромелло, Гарласко, Гропелло-Кайроли, Вилланова-д’Арденги, Кава-Карбонара, Павия
- Ж/д Павия — Алессандрия

Станции: Павия, Кава-Карбонара, Сайрано, Сайрано-Дзинаско, Дзинаско Нуово, Пьеве-Альбиньола, Саннадзаро-де-Бургонди, Феррера-Эрбоньоне, Ломелло, Меде, Торре-Беретти-э-Кастелларо.
- Ж/д Милан — Мортара

Станции: Виджевано, Парона, Мортара
- Ж/д Новара — Алессандрия

Станции: Торре-Беретти-э-Кастелларо, Сартирана-Ломеллина, Валле-Ломелина, Олевано-ди-Ломеллина, Мортара, Альбонезе
- Ж/д Кастаньоле-делле-Ланце — Мортара[a]

Станции: Мортара, Коццо, Кандия-Ломеллина

### Автомобильные дороги
- Автомагистраль А7 Милан — Генуя[5]

Станции: Берегуардо, Гропелло-Кайроли, Казеи-Джерола
- Автомагистраль А21 Турин — Пьяченца — Брешиа[6]

Станции: Вогера, Кастеджо-Казатизма, Брони-Страделла

### Аэропорты
- Аэропорт Вогера - Риванаццано в Риванаццано[7]

## Природа

### Реки
- По
- Тичино
- Сезия
- Южная Олона[итал.]
- Агонья
- Стаффора[итал.]
- Треббия

### Озёра
- Озеро Требекко[итал.]

### Региональные парки
- Природный парк долины Тичино в Ломбардии[итал.]

### Парки надмуниципального значения
- Парк Вернавола
- Замковый парк Даль Верме[итал.] (Дзаваттарелло)
- Замковый парк Верде (Вальверде)
- Парк Ле Фойяге (Казеи-Джерола)
- Парк Палустре ди Лунгавилла
- Парк Фортунаго
- Парк валь Пометто (Роббьо)
- Парк горы Лесима[итал.]
- Парк Тичинелло и Южного Ламбро (Сициано, Видигульфо, Торревеккья-Пиа)

### Государственные природные заповедники
- Природный заповедник Боско Сиро Негри[итал.]

## Достопримечательности

### Памятники эпохиЛангобардов
- Церковь Святого Евсевия[итал.]
- Монастырь Сан-Феличе[итал.]
- Церковь Святого Иоанна Домнарума[итал.]

### Памятники в романтическом стиле
- Базилика Сан-Микеле-Маджоре
- Чель д’Оро
- Базилика Святой Марии Маджоре[итал.]
- Церковь Святого Теодора[итал.]
- Церковь Святой Марии в Вифлееме[итал.]
- Эрмитаж святого Альберта из Бутрио[итал.]
- Бролетто[итал.]
- Башни Павии[итал.]

### Памятники в готическом стиле
- Замок Висконти в Павии[итал.]
- Церковь Святого Франциска в Павии[итал.]
- Церковь Богоматери Кармельской[итал.]
- Дом Евстахия[итал.]
- Колледж Кастильони-Бруньятелли[итал.]
- Замок Висконти в Вогере[итал.]
- Собор Лаврентия Римского[итал.]
- Замок Белджойозо[итал.]
- Замок Лардираго[итал.]
- Церковь Петра Веронского[итал.]
- Церковь Святого Франциска в Виджевано[итал.]
- Коллегиальная церковь Иоанна Крестителя[итал.]

### Памятники эпохи Возрождения
- Чертоза
- Павийский собор[итал.]
- Замок Сфорца в Виджевано[итал.]
- Площадь Дукале (Виджевано)[итал.]
- Капелла Святого Сальватора[итал.]
- Палаццо Боттиджелла[итал.]
- Больница Святого Матвея[итал.]
- Палаццо Санвесерино[итал.]
- Палаццо Карминали Боттиджелла[итал.]

### Памятники в стиле маньеризма
- Колледж Борромео[итал.]
- Колледж Гислиери[итал.]

### Памятники в стиле барокко
- Собор Амвросия Медиоланского[итал.]
- Вогерский собор[итал.]
- Санта-Мария-дель-Пополо (Виджевано)[итал.]
- Церковь святых Иакова Алфеева и апостола Филиппа[итал.]
- Палаццо Меццабарба[итал.]
- Палаццо Олевано[итал.]
- Палаццо Дель Майно[итал.]
- Палаццо Ботта Адорно[итал.]

### Памятники в стиле неоклассицизма
- Центральное здание Университета Павии[итал.]
- Театр Фраскини[итал.]
- Палаццо Брамбилла[итал.]
- Социальный театр (Вогера)[итал.]
- Городской театр имени Витторио Эмануэле II[итал.]

## Комментарии
1. ↑  Железнодорожное сообщение на всей линии было приостановлено в 2012 году.